# Ramon Magsaysay (Zamboanga del Sur)
Ramon Magsaysay (Bayan ng Ramon Magsaysay) är en kommun i Filippinerna. Kommunen ligger på ön Mindanao, och tillhör provinsen Zamboanga del Sur. Folkmängden uppgår till 23 323 invånare.

## Barangayer
Ramon Magsaysay delas in i 27 barangayer.
| - Bagong Opon - Bambong Daku - Bambong Diut - Bobongan - Campo IV - Campo V - Caniangan - Dipalusan - Eastern Bobongan - Esperanza - Gapasan - Katipunan - Kauswagan - Lower Sambulawan | - Mabini - Magsaysay - Malating - Paradise - Pasingkalan - Poblacion - San Fernando - Santo Rosario - Sapa Anding - Sinaguing - Switch - Upper Laperian - Wakat |